# Гений (роман)
«Гений» (англ. The "Genius") — полуавтобиографический роман Теодора Драйзера, впервые опубликованный в 1915 году. За провокационную трактовку сексуальности книга была сразу же запрещена.

## Сюжет
Герой романа — талантливый художник Юджин Витла преодолевает тернистый путь к своей цели стать признанным художником. Переживая взлёты и падения, Юджин даёт оценку жизни творческого человека в капиталистическом обществе. Описывает жизнь американской элиты и простых рабочих, с которыми герою приходится сталкиваться на жизненном пути, на фоне непростых семейных отношений. Однако он не сломался после того, как пережил душевный и творческий кризисы. Духовное призвание, семейные отношения, оценка «ценностей» буржуазного мира — основные мотивы произведения.
Сам Драйзер считал «Гений» своим лучшим произведением, но критики и читатели встретили его негативно, вследствие чего книга почти не продавалась.

## История создания
После того, как Драйзер написал свой второй роман «Дженни Герхардт» (1911), он сразу же приступил к работе над двумя другими произведениям — «Гением» и «Финансистом». В августе 1911 года роман «Гений» был в основном завершён, однако издательство настаивало на том, чтобы автор сначала выпустил «Финансиста». Судьба главного героя «Финансиста» настолько захватила писателя, что после выхода романа он сразу же начинает работу над вторым произведением «Трилогии желания» — «Титаном», который был выпущен в 1914 году. После этого он возвращается к работе над «Гением» и фактически переписывает его заново. В октябре 1915 года роман был выпущен в свет издательством John Lane.

## Критика
До конца 1915 года в газетах и журналах появилось более 30 рецензий на книгу, многие из них были резко отрицательными:

Теодор Драйзер ещё раз избрал в качестве героя своей книги ненормального человека и написал о нём ненормально длинный роман… Он от начала до конца слишком реалистичен, а также слишком угнетающ и неприятен…— The New York Times

Г-н Драйзер, этот хроникер вульгарных американцев, катастрофически провалился со своим «Гением»— Harper's Weekly

«Гений» Теодора Драйзера, история художника, жаждущего известности и гоняющегося за женщинами, написана на 736 страницах, весит фунт и три четверти и содержит примерно 350 тысяч слов. Было бы лучше, если бы она была меньше на 350 тысяч слов, легче на фунт и три четверти и короче на 736 страниц. Г-н Драйзер должен отказаться от мысли, что, раз он достиг успеха двумя сексуальными романами, он может продолжать до бесконечности заполнять толстые тома остатками страсти— New York World
Некоторые американские исследователи объясняют резкие нападки критики на Драйзера после выхода «Гения» тем, что его самим содержанием и стилем своих произведений автор бросил вызов сторонникам так называемой «традиции жеманности» в американской литературе.